# 趙世居 (宋朝)
趙世居（？—1075年），宋朝宗室，宋太祖玄孙，南阳侯赵从贽之子。
历任右羽林军大将军、秀州团练使。

## 趙世居之獄
蓬州术士李士寧在京师私入睦亲宅和趙世居交游，赠给他金龙刀。趙世居大喜，馈赠丰厚。沂州百姓朱唐告发范仲淹的外甥，前馀姚县主簿李逢有逆谋，提點刑狱王廷筠等說他无结构之迹，但李逢谤讟朝政，或有指斥之语及妄说休咎，虽在大赦前，且尝自言缘情理深重，乞法外编配，告人虚妄，亦乞施行。公元1075年2月5日（熙寧八年），宋神宗懷疑未得实情，命令权御史台推直官蹇周辅劾前馀姚县主簿李逢于徐州，於是造成大獄。3月15日，宋神宗命知制诰沈括、同知谏院范百禄赴御史台。3月23日中书說：「沂州鞫李逢等反逆，结构有端，而本路提點刑狱王庭筠等，先奏李逢无大逆谋，告人妄希赏，显不当」。宋神宗命令并劾王庭筠先冲替，见鞫李逢等，更切研穷，旋具情节奏知，仍速具告发，当酬奬人数以闻。王庭筠自缢而死。宋朝朝廷捕拿趙世居和医官刘育。搜索出他家中的《推背图》图谶书简等。5月6日，权御史中丞邓绾說：「奉诏看详趙世居家书简，有与趙世居亲密者，案后收理，本台搜检趙世居家书简看详，各是寻常往还，人数不少，未敢一例收理」。宋神宗命令于法有罪人，即收坐。邓绾說：「趙世居纳匪人，论兵挟谶，访天文变异，伺国家休咎，出处架结，累年于茲，宗正不察，教官无状，其罪不可不治。又宗邸明有门禁，而李逢等出入自恣，宫门无歷案验，当正监门使臣之罪」。又說：「趙世居文字内有攻守图术一部，得于内臣张宗礼，尝勾当三馆盗印官本遗之，虽各會赦去官，并乞特令案后收坐」。宋神宗聽從。
王安石勸停宋神宗問罪部分人。6月7日，宋神宗「赐」右羽林军大将军、秀州团练使趙世居死，命令人陵迟殺害翰林祗候刘育。腰斩试将作监主簿张靖。司天监学生秦彪、百姓李士寧，杖脊，並湖南编管。大理评事王巩追两官勒停，知瀛州、祠部员外郎，即天章阁待制刘瑾落职，知明州、前翰林侍读学士、礼部侍郎滕甫落职，候服阕与知州，趙世居子孙贷死，除名，落属籍，开封府官舍监，鏁给衣食，妻女、子妇、孙女，并度为禁寺尼，兄弟并追两官勒停，伯叔兄弟之子，追一官，停参。刘育妻子分配广南，为军员奴婢，张靖父母妻，决杖广南编管。大宗正司宗旦等劾罪以闻。趙世居并子趙令少、趙令嚳，名去「世」、「令」字，子孙五岁以上，听所生母，若乳母监鏁处鞠養，及五岁以上取旨，差派御史台推直官监视他到普安院缢杀。宦官冯宗道监视掩埋。刘育、张靖并坐与李逢等结谋不轨，秦彪以星辰行度图与趙世居，李士寧收鈒龙刀及与趙世居饮，滕甫、刘瑾与趙世居书简往还，王巩见徐革，言渉不顺而不告。6月19日，宋神宗命令人腰斩殺害进士李侗，坐与趙世居、李逢等人谋不轨。7月2日，命人陵遲殺害前馀姚县主簿李逢、河中府观察推官徐革。腰斩武举进士郝士宣。李逢妻，为李逢久弃出外，免没官為婢女，度为比丘尼，男女没官为奴婢。李逢叔司农李少卿、李禹卿。侄分宜县主簿、汝州推官李毅、前永济县主簿李顏，並免真流放。兄秘书丞李逵，免没官，并除名勒停，李逵送湖南编管。侄李龚免决配，江东编管。徐革妻男女弟，并没官为奴婢，叔配湖北编管。郝士宣父左侍禁贲，除名勒停，潮州编管，母妻分配广南编管。本路转运、提點刑狱司，并沂州干系官、司理院勘鞫不当官吏，及知彭城县陈惕、尉窦士隆，并劾罪以闻，内知情不告人，并编管。李逢、徐革、郝士宣坐与趙世居结构谋不轨，朱唐告发李逢等谋，而陈惕等不受，及蹇周辅推治得失故也。又诏京东西路转运副使、太常丞赵济，降一官。东路转运判官、太子中舍李察展磨勘四年。提點京西南路刑狱、国子博士张复礼降一官，前通判沂州、司门員外郎周禹锡勒停。凌遲是遼國酷刑，宋神宗特斷，開始了漢地皇帝對人民行凌遲酷刑。馬瑞臨《文獻通考》按語：凌遲之法，昭陵以前，雖兇強殺人之盜，亦未嘗輕用，自詔獄既興，而以口語狂悖者，皆麗此刑矣。詔獄盛於熙、豐之閒，蓋柄國之權臣，藉此以威縉紳。…世居之獄，則呂惠卿欲文致李士寧以傾王安石…蓋其置獄之本意，自有所謂，故非深竟黨與，不能以逞其私憾，而非中以危法，則不能以深竟黨與，此所以濫酷之刑至於輕施也。

## 祖先
- 高祖父：宋太祖趙匡胤
- 曾祖父：秦康惠王趙德芳
- 祖父：南康郡公趙惟能
- 父：南陽侯趙從贄
- 趙世居
- 子：趙令少、趙令嚳